# Jonathan Mann
Jonathan Max Mann, né le 30 juillet 1947 à Boston, dans le Massachusetts (États-Unis) et mort le 2 septembre 1998 au large des côtes de la Nouvelle-Écosse (Canada), est un médecin américain,. 
Administrateur de l'Organisation mondiale de la santé, il dirige les premières recherches sur le SIDA dans les années 1980,,. Il meurt dans l'accident du vol Swissair 111 au large des côtes de la province canadienne de la Nouvelle-Écosse, près d'Halifax, dans la nuit du 2 septembre 1998. 

## Biographie

### Formation
Mann était président de la National Honor Society (en) au Newton South High School (en) à Newton dans le Massachusetts en 1965. Il a obtenu son baccalauréat universitaire en lettres (B.A.) du Harvard College, puis devient docteur en médecine (M.D.) à l'Université Washington de Saint-Louis en 1974 et obtient le Professional degrees of public health (en) de la Harvard School of Public Health (en) en 1980. Il est également diplômé de l'Epidemic Intelligence Service. 

### Carrière
Mann a rejoint les Centres pour le contrôle et la prévention des maladies (CDC) en 1975 et y reste jusqu'en 1977, date à laquelle il est devenu l'épidémiologiste d'État du Nouveau-Mexique, jusqu'en 1984,. 
Il déménage au Zaïre en mars 1984 en tant que fondateur du Projet SIDA (en), un programme pour étudier le SIDA en Afrique, après avoir été recruté par son collègue épidémiologiste Joseph B. McCormick (en). En 1986, il fonde le Programme mondial de l'OMS pour la lutte contre le SIDA,, démissionnant de ce poste en 1990 pour protester contre le manque de réponse des Nations unies face au SIDA et contre les actions du directeur général de l'OMS de l'époque, Hiroshi Nakajima,. 
En 1990, Mann fonde l'organisation de santé et de droits de l'homme HealthRight International (initialement connue sous le nom de Doctors of the World-USA), pour combler un vide qu'il percevait parmi les organisations de santé et de droits de l'homme aux États-Unis et pour créer une organisation unique dont la mission est de créer des programmes durables qui promeuvent et protègent la santé et les droits de l'homme aux États-Unis et à l'étranger,. 
Mann a dirigé le lancement en 1994 de la revue Health and Human Rights (en), publiée par le Centre François Xavier Bagnoud pour la santé et les droits de l'homme, qu'il a également contribué à mettre en place,. 
Jonathan Mann est décédé dans l'accident du vol Swissair 111 le 2 septembre 1998 avec son épouse, la chercheuse sur le SIDA, Mary Lou Clements-Mann,,. Au moment de sa mort, Mann était le doyen de l'École de santé publique de l'Université Allegheny (aujourd'hui École de santé publique de l'Université Drexel (en)) à Philadelphie.   
Le Prix Jonathan Mann pour la santé mondiale et les droits de l'homme a été nommé en son honneur et est décerné en « reconnaissance et honneur aux personnes qui travaillent à la promotion de la santé et des droits de l'homme dans le monde ».

## Promotion de la santé et des droits de l'homme
Mann a été un pionnier dans la défense de la combinaison de la santé publique, de l'éthique et des droits de l'homme,. Il a théorisé et promu activement l'idée que la santé humaine et les droits de l'homme sont intimement et inextricablement liés, faisant valoir que ces domaines se chevauchent dans leurs philosophies et objectifs respectifs pour améliorer la santé, le bien-être et prévenir la mort prématurée,. 
Mann a proposé une approche en trois volets de la question fondamentale de la relation entre la santé et les droits de l'homme. Premièrement, la santé est une question de droits humains. Deuxièmement (et inversement), les droits de l'homme sont un problème de santé. Les violations des droits de l'homme ont des effets néfastes sur la santé,. Troisièmement, des liens existent entre la santé et les droits de l'homme (hypothèse à tester rigoureusement). La littérature justifie les effets des deux premiers points, mais Mann et ses collègues ont ensuite appelé à la validation du troisième point et ont mis le monde au défi de le pratiquer. Son travail a mené à l'élaboration de l'évaluation d'impact en quatre étapes (en), une approche multidisciplinaire d'évaluation des éléments interdépendants et se chevauchant des deux disciplines des droits de l'homme et de la santé publique. 
Avec ce cadre, Mann a tenté de combler un fossé perçu de philosophies, de correspondance et de vocabulaire, d'éducation et de formation, de recrutement et de méthodes de travail entre les disciplines de la bioéthique, de la jurisprudence, du droit de la santé publique (en) et de l'épidémiologie. En outre, Mann savait que l'histoire des « relations conflictuelles » entre les responsables de la santé publique et les travailleurs des libertés publiques posait des défis à la poursuite de ce qu'il appelait une « puissante » confluence de la santé et des droits de l'homme.   